# Champagne G.H. Mumm
Pour les articles homonymes, voir Mumm (homonymie).
G.H. Mumm & Cie est une maison de champagne fondée à Reims le 1er mars 1827. Elle fait partie du groupe Pernod-Ricard, au sein de sa filiale Martell Mumm Perrier-Jouët. La maison Mumm est le troisième négociant manipulant de Champagne, derrière Veuve Clicquot (17 millions de bouteilles), et le deuxième de Reims avec une production de 8 millions de bouteilles en 2015.

## Le domaine viticole
La maison Mumm possède une superficie totale de 218 hectares dont 160 classés en Grands Crus. Le domaine couvre 8 terroirs d’exception parmi les plus réputés du vignoble champenois : Aÿ, Bouzy, Ambonnay, Verzy, Verzenay, Mailly pour le pinot noir, Avize et Cramant pour le chardonnay.

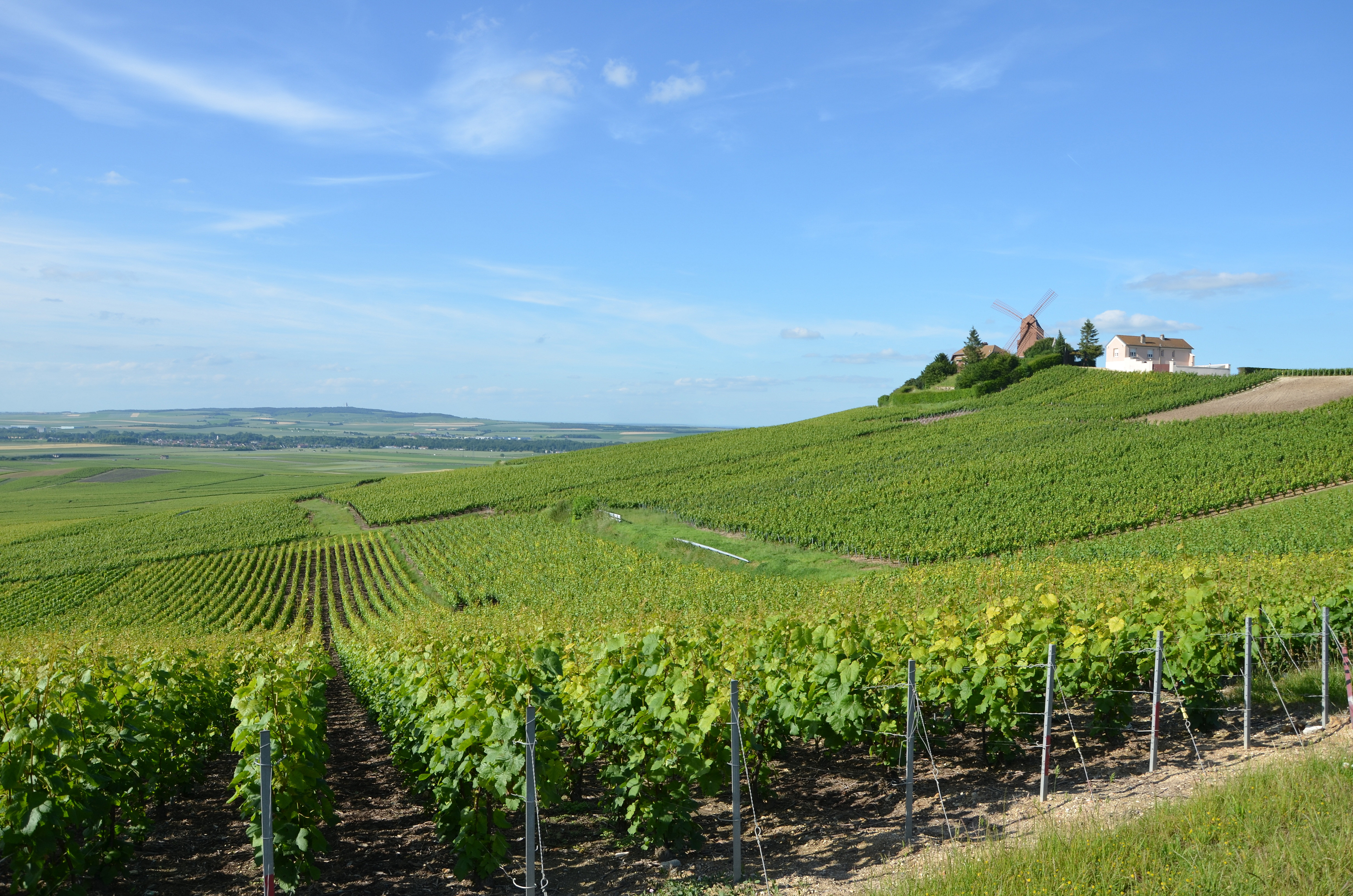
Vignobles de Verzenay

## Histoire

### Les origines
En 1761, Peter Arnold Mumm, alors banquier, inaugure une activité de productions et de négoce de vins dans la cité de Cologne en Rhénanie. La qualité exceptionnelle du Riesling du Schloss Johannisberg  est à l'origine de la fortune de la maison Mumm en 1811.
Ses trois fils, Jacob, Gottlieb et Philipp, suivent les traces de leur père, et s'associent avec G.Heuser pour créer le 1er mars 1827, une activité de négociants en vin de champagne à Reims.

### La Maison Mumm
En 1852, Georges Hermann Mumm, petit-fils de Peter Arnold devient le patron de la maison de Champagne qui prend son nom. En novembre 1876, il fait enregistrer la dénomination « Cordon Rouge ». Sur la bouteille, ce ruban rouge apparenté à la Légion d'honneur française est devenu le signe distinctif d’excellence incarnant l’esprit de la Maison et une reconnaissance de caractères pour son champagne.

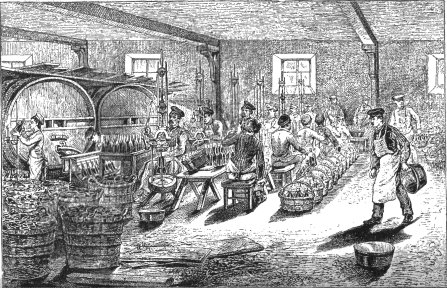
Mise en bouteilles (gravure de 1879).
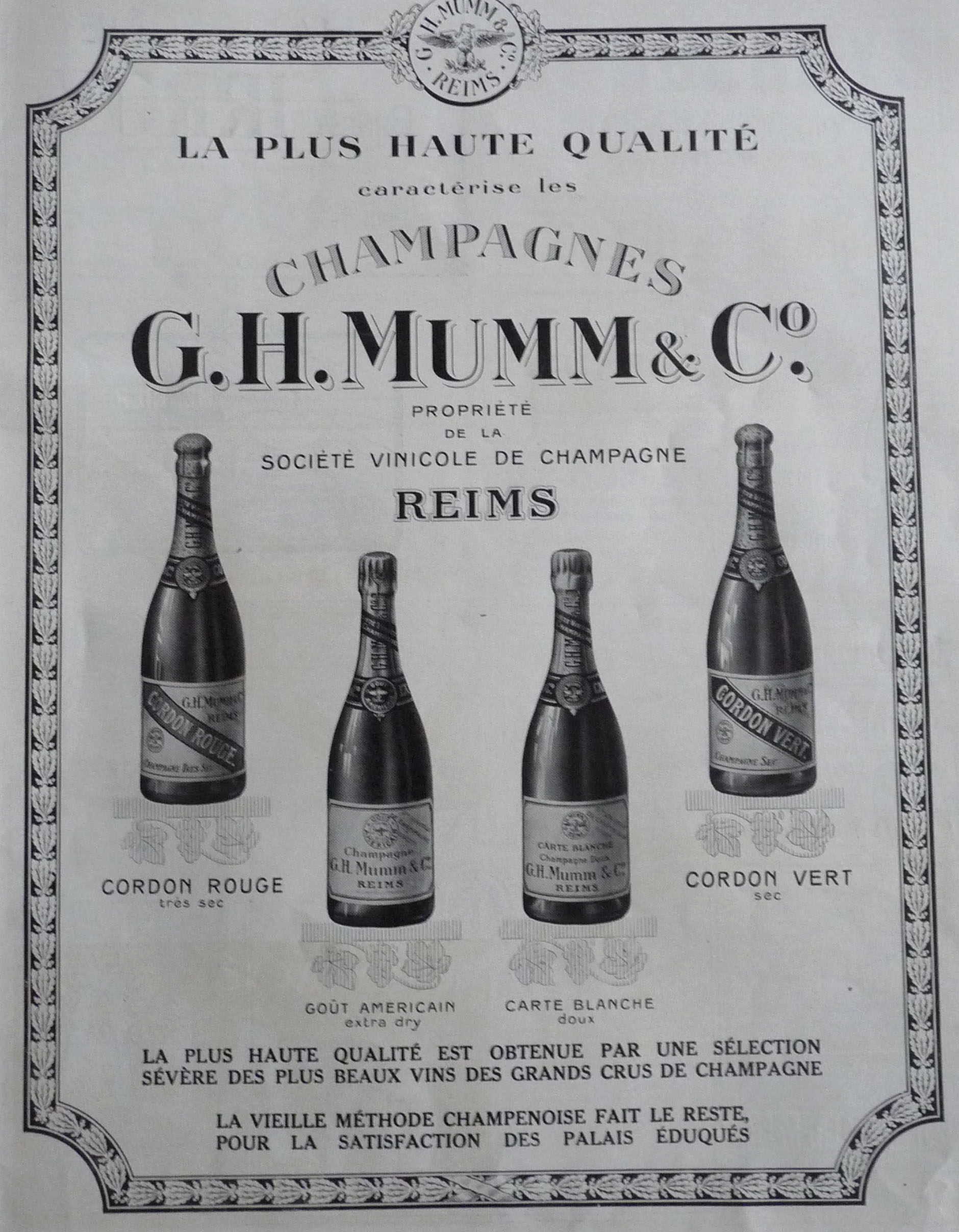
Réclame de 1923 (L'Illustration).
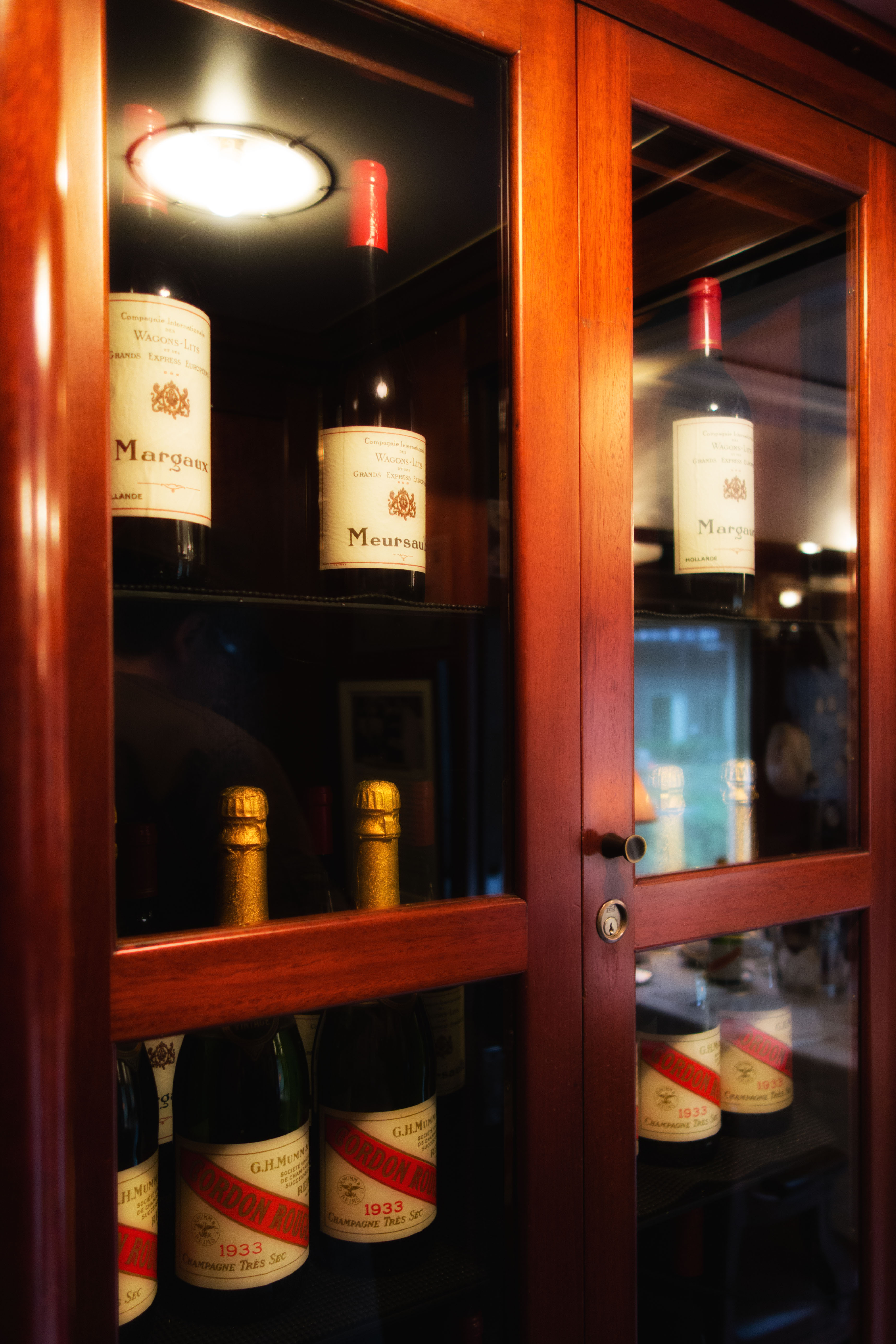
G.H. Mumm 1933 dans l'Orient-Express

#### Le fournisseur officiel des monarchies
À partir de 1837, avec le premier diplôme de fournisseur officiel obtenu par Mumm auprès de Jean-Baptiste Bernadotte, roi de Suède et de Norvège, la maison Mumm devient progressivement le fournisseur officiel de nombreux souverains et gouvernements à travers le monde.
Depuis 1886, le champagne Mumm devient le fournisseur officiel de la couronne d'Angleterre. Avec la reine Victoria, Edouard VII, George V, Edouard VIII, et enfin Élisabeth II.

### La renaissance de la maison
La compagnie appartenait au groupe Seagram jusqu'en 1999, puis fut vendue au fonds américain Hicks, Muse, Tate and Furst. Elle fut revendue à Allied Domecq en décembre 2000, lui-même racheté par Patrick Ricard pour créer la division Martell Mumm Perrier-Jouët du groupe Pernod Ricard en 2005.

### Le patrimoine historique de la maison Mumm
- Le cellier d'expédition Mumm à Reims

La Maison des Champagnes Jules Mumm à Reims est l'œuvre de l'architecte Ernest Kalas. Les murs d'enceinte de la façade principale, sur la rue de Mars, sont recouverts de panneaux en mosaïque réalisée par l'atelier Guilbert-Martin selon les cartons d'Octave Guillonnet et Joseph Blanc en 1898. On trouve cinq panneaux qui illustrent les principales phases de l'élaboration du champagne, de la vendange au bouchage et au ficelage de la bouteille.
- La chapelle Foujita

C'est dans les jardins de la Maison que fut bâtie la chapelle Notre-Dame-de-la-Paix. Cette chapelle marque la conversion de Foujita et de sa femme au catholicisme en 1959. Elle fut décorée par l'artiste japonais Leonard Foujita en 1965 avec le concours de René Lalou, alors président de la maison.
- Le moulin de Verzenay

Le célèbre Moulin de Verzenay, avec son exceptionnel panorama sur les vignobles de Champagne, domine le versant nord de la Montagne de Reims.

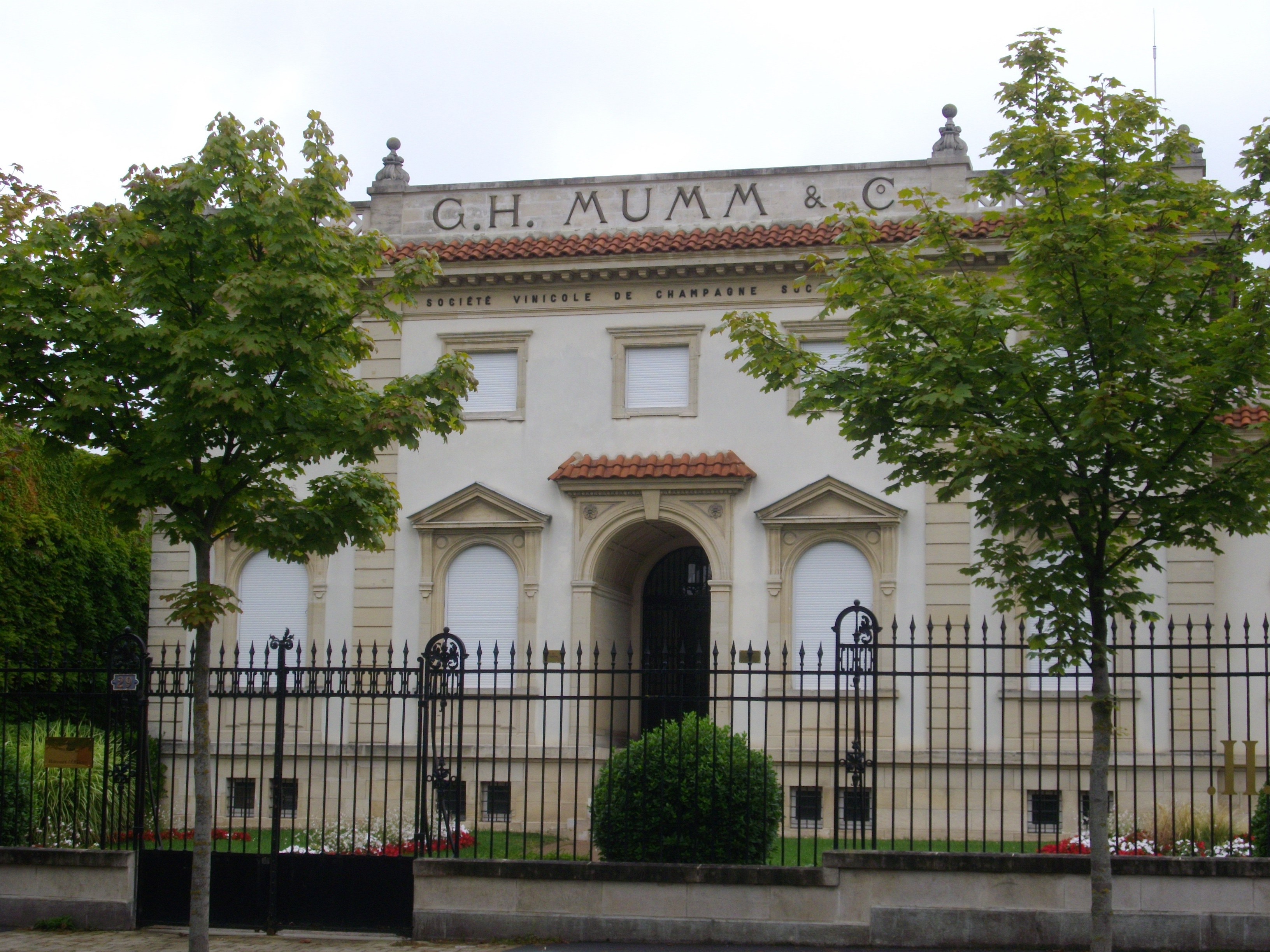
Le siège de la Maison Mumm
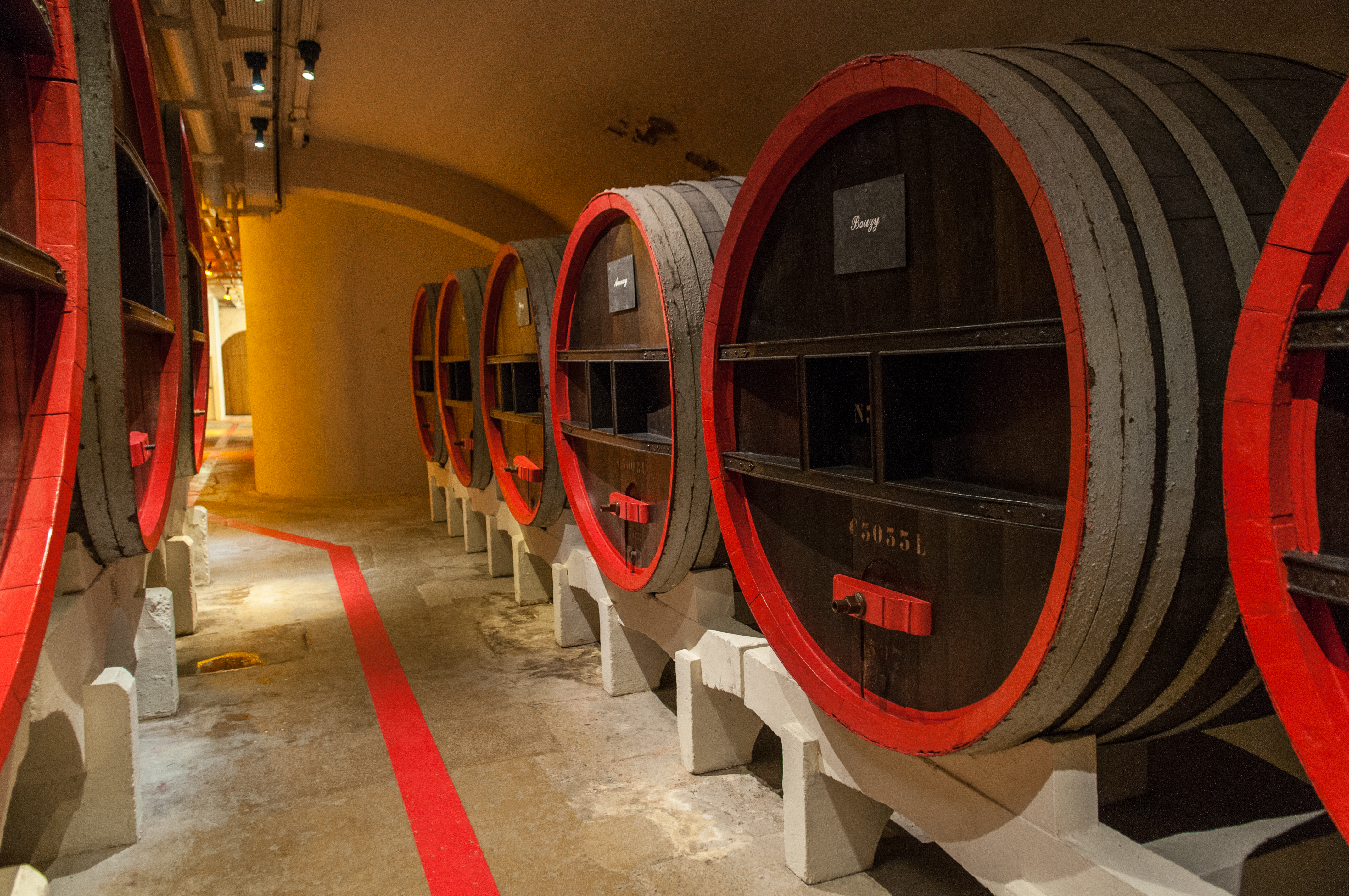
les caves de Reims
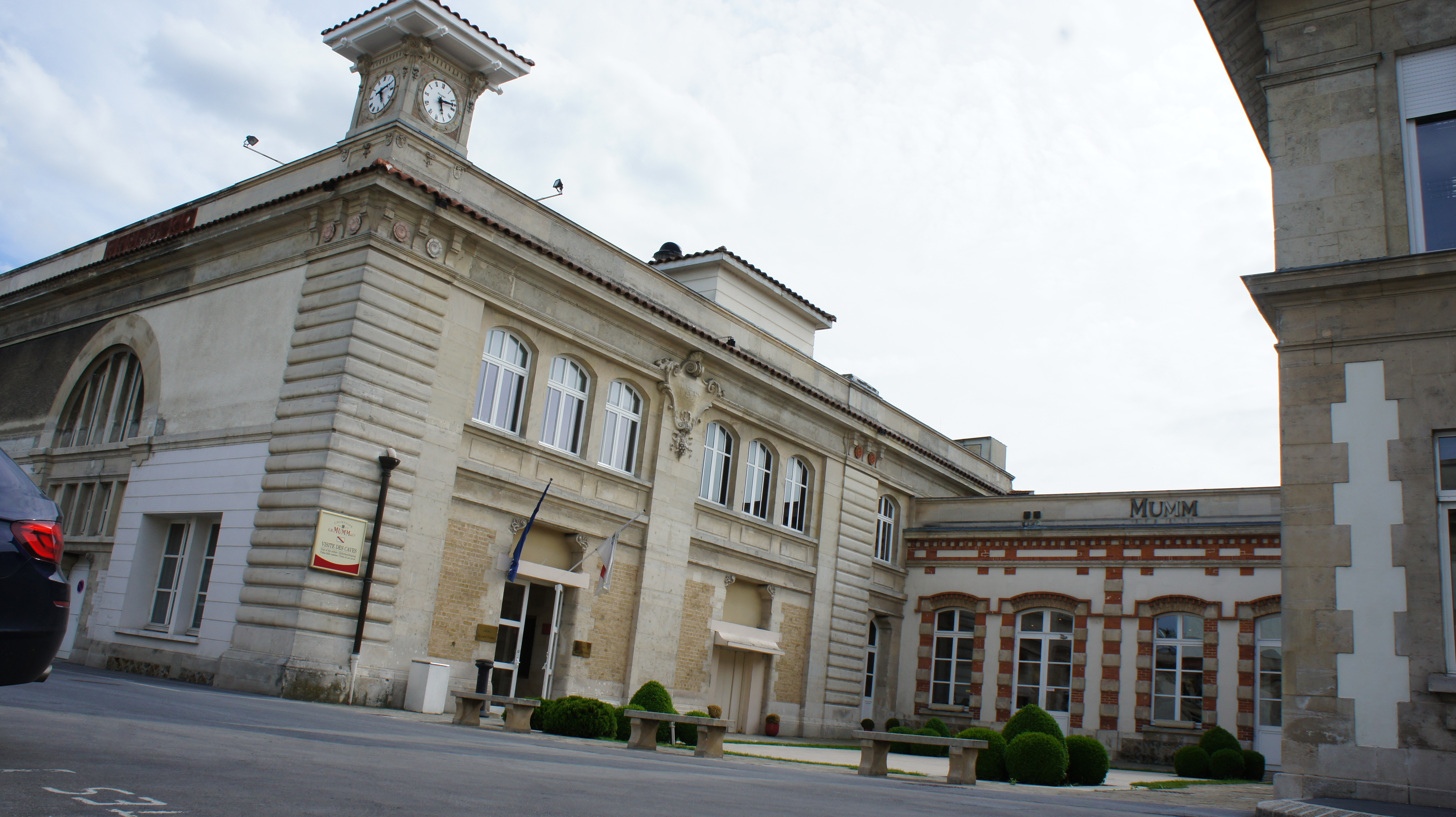
Les bâtiments d'expedition de la rue du Champ de Mars
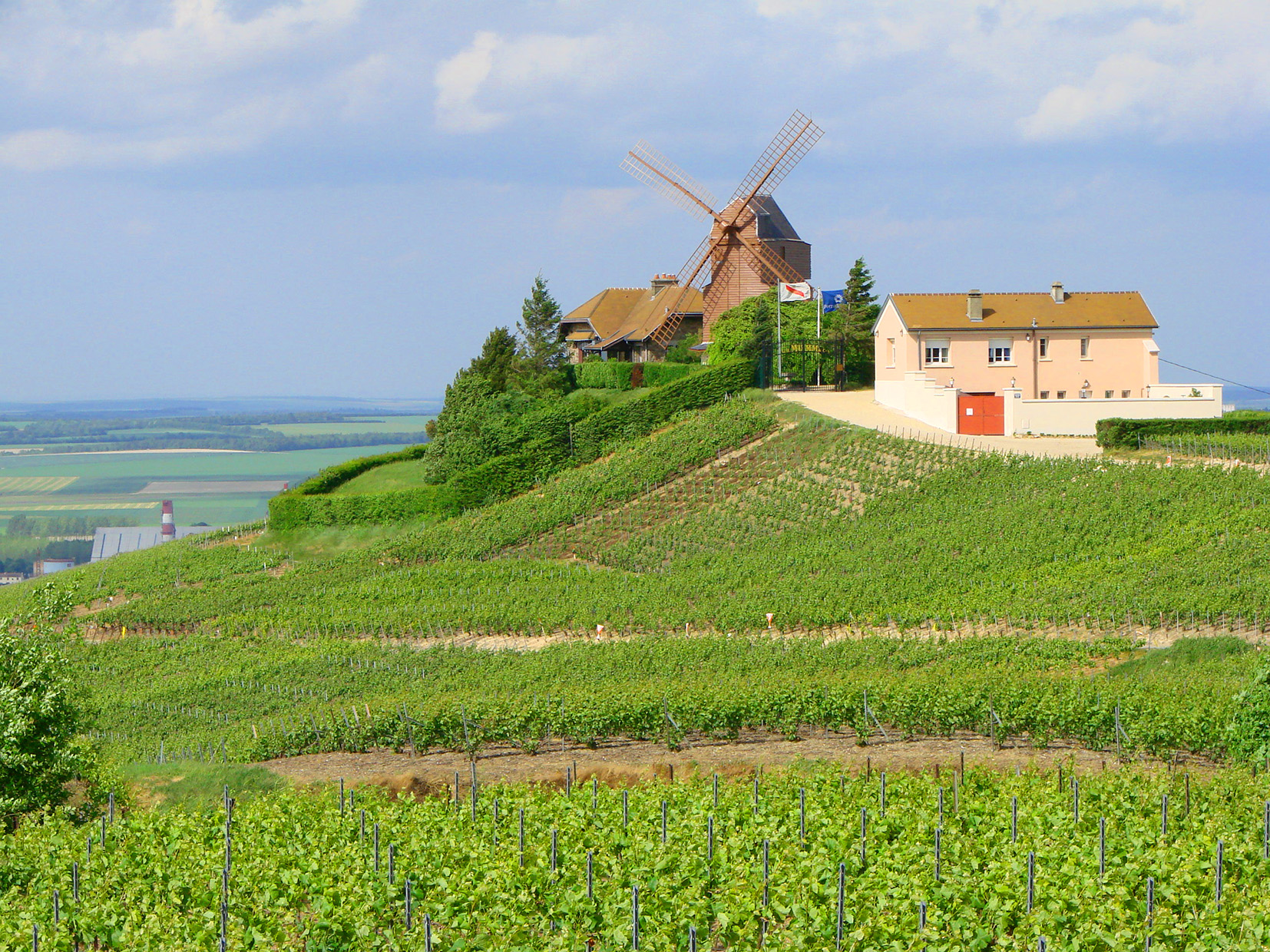
Le moulin à vent de Verzenay

## Informations juridiques et financières
La société a été immatriculée le 16 décembre 1920.
SIREN : 562 084 129
Chiffre d'affaires : 132 618 800 € au 30 juin 2018
Résultat net : 22 675 600 € au 30 juin 2018 (perte)
Effectif : 218 en 2017/2018
Direction : Cesar Giron.

## Partenariats, communication.
Associée à plusieurs courses à la voile (Vendée Globe, Transat Jaques Vabre...), ajouté à cela, après 15 années de partenariat la Maison Mumm a stoppé en 2015 sa présence en Formule 1 mais pas en Formule E. Elle a signé fin 2016 un accord de parrainage le sprinter jamaïcain Usain Bolt